# Ubi urbaniano
Ubi urbaniano — энциклика папы римского Пия IX, посвящённая преследованиям католиков в Царстве Польском, с которой он обратился 30 июля 1864 года к епископам Российской империи, в частности Польши.

## Содержание
В своём письме, Папа выразил сожаление по поводу революционных беспорядков в Польше 1863 года и того, что поляки идут против законного российского правительства; призывал к послушанию органам власти.
В то же время он протестовал против содержания под стражей некоторых католических епископов и отправления их в ссылку. Он обвинил правительство Российской империи в расширении преследования польских католических священнослужителей и мирян. Помимо прочего, Пий IX осудил высылку в Ярославль архиепископа Варшавского Зигмунта Фелинского. Он рекомендовал назначить генерального викария и коадъютора и выразил надежду, что католическая церковь в Польше сможет пережить этот кризис.